# Ole Wivel
Ole Wivel (* 29. September 1921 in Kopenhagen; † 30. Mai 2004 in Hillerød) war ein dänischer Autor, Redakteur und Verlagsleiter.

## Leben und Werk
Ole Wivel studierte Literaturwissenschaft an der Kopenhagener Universität und arbeitete während der deutschen Besatzung beim Roten Kreuz. Seine Dissertation trug den Titel Stefan George und seine Stellung im deutschen Geistesleben. Wivel wurden Sympathien für die Nationalsozialisten nachgesagt. Er wurde aber von Autoren, unter anderen Klaus Rifbjerg, in Schutz genommen; auch seine beiden Töchter verteidigten ihn.
Wivel wurde Volkshochschullehrer und war zusammen mit Martin A. Hansen Redakteur der Zeitschrift Heretica. Ab 1945 leitete er den Wivel Verlag und von 1954 bis 1963 sowie von 1971 bis 1980 war er Mitdirektor von Gyldendal, dem größten dänischen Verlag. Von 1964 bis 2004 war er Mitglied der Dänischen Akademie.
Seinen Durchbruch als Lyriker erreichte Wivel mit seinem Lyrikband Im Zeichen der Fische (I fiskens tegn, 1948), der von einer Aufbruchsstimmung geprägt ist, von Veränderungen hin zum Unbekannten.
1952 erschien die in Form von Briefen an einen Pfarrer verfasste Bekenntnisschrift Der verborgene Gott (Den skjulte Gud). Der Protagonist hat sich in die Natur zurückgezogen, um mit Gott ins Gespräch zu kommen. Er klagt die Kirche an, sie hätte zu viele Schranken errichtet, so dass Gottes Stimme nicht mehr zu vernehmen sei. Dieses Thema tauchte auch in seiner Gedichtsammlung Der Mond (Maanen) auf.
Eine Abrechnung mit seinen Kritikern bildete die Essaysammlung Poesi og eksistens, in der er seine Gedankenwelt erläuterte. Wivel wurde geprägt von Autoren wie T. S. Eliot, Hölderlin und Rilke; seine Lyrik gilt als eindringlich und formsicher; er war „ein kühler und intellektueller Dichter, der nach Wärme und Existenz suchte“. Wivel war mit Karen Blixen befreundet, über die er 1987 eine Biografie veröffentlichte. Er publizierte neben weiteren Biografien zahlreiche Essays zur Kunst und Kunstkritik und erhielt etliche Auszeichnungen, unter anderem 1994 die Holberg-Medaille.

## Zitat
„Det tomme verdens rum / bli’r paany fortættet! / Jeg gaar over skinnende enge, / skyldfri og lettet.

Der leere Weltraum wird / neue Fülle empfangen! / Ich geh über leuchtende Auen / schuldfrei ohn’ Bangen.“

## Veröffentlichungen (Auswahl)

### Lyrik
- 1948: I fiskens tegn
- 1952: Maanen
- 1961: Templet for Kybele
- 1985: Til de fattige præster
- 1998: Kroketkuglen
- 2003: Himlen mellem husene

### Biografien über
- 1969: Martin A. Hansen
- 1985: Knud Ejler Løgstrup
- 1987: Anna Ancher
- 1987: Karen Blixen
- 1992: Sven Havsteen-Mikkelsen

### Sonstige Prosa
- 1952: Den skjulte Gud
- 1953: Poesi og eksistens
- 1965: Kunsten og krigen
- 1977: Rejsen til Skagen
- 1994: Sandhedens udtryk i kirke og kunst